# Dario Wolf
Dario Wolf (Trento, 3 dicembre 1901 – Trento, 29 luglio 1971) è stato un pittore e incisore italiano.

Dario Wolf al torchio calcografico (1958)

Fu uno dei protagonisti della pittura trentina del Novecento ed è considerato tra i maggiori incisori italiani del secolo.

## Biografia
Dario Wolf nasce a Trento il 3 dicembre 1901. Nel 1920 si diploma presso l'Istituto Tecnico, Sezione fisico-matematica di Trento. Suo insegnante di disegno e geometria descrittiva è il pittore Luigi Bonazza. Dal 1920-1925 frequenta a Roma l'Accademia Inglese di Belle Arti sotto la guida di Sigmund Lipinsky, dove consegue con lode il diploma di composizione e pittura del nudo.
Nel 1924 vince il Premio Nazionale Calderon per il miglior disegno di nudo di giovane artista italiano. Nel 1926 viene accolto nel Gruppo Romano Incisori Artisti, composto da 25 artisti scelti tra italiani e stranieri, con sede a Palazzo Venezia, partecipando a tutte le esposizioni fino al suo scioglimento.
Nel 1927 lavora al grande quadro ad olio I Titani. Nel 1928 esegue la Pala di S. Rita per la chiesa del Santissimo Sacramento a Trento. Vince il concorso per la SS. Trinità della chiesa di Trambileno alle Porte (Rovereto). Nel 1930 partecipa alla Mostra di Ritratti di Artisti Trentini Contemporanei promossa dal Circolo sociale di Trento. Esegue molte altre pale sacre su commissione o concorso.
Nel 1932 partecipa alla Prima Mostra dell'Incisione Italiana Moderna a Firenze. Nel 1933 vince il Concorso per il Cartellone del Settembre Trentino ed esegue 36 tavole per le copertine della rivista Il Trentino. Vince il primo premio alla Terza Mostra Sindacale d'Arte della Venezia Tridentina con il quadro ad olio Lungadige a Trento.
Affresca Madonna fra Santi sulla casa Pedrotti in via S. Croce a Trento.
Nel 1934 è nominato ordinario di Disegno e Storia dell'Arte presso l'Istituto Magistrale "C. Montanari" di Verona, dove terrà la cattedra fino al pensionamento nel 1968.
Dal 1941-1945, nel periodo di sfollamento con la famiglia in Val di Non, affresca le chiese parrocchiali di Taio e di Vervò. Nel 1946 affresca la chiesetta della Madonna dei Camosci presso il rifugio "Silvio Agostini" in Val d'Ambiez.
Nel 1956-1957 espone con Carrà, Servolini e Veronesi al Primo Salone dell'Associazione Incisori d'Italia a Milano, Livorno e Firenze. Nel 1957 partecipa alla Seconda Mostra Nazionale Incisione Contemporanea a Venezia, Bevilacqua La Masa, a Cremona alla Mostra della Xilografia Italiana di oggi e a Caserta alla Mostra Nazionale di Arte Sacra Contemporanea. Partecipa alla Rassegna Antologica del Ritratto Italiano dal 1900 al 1958 ad Asti. Nel 1959 espone al Secondo Salone dell'Associazione Incisori d'Italia a Milano, a Verona, a Vicenza, a Pesaro, a Pontremoli, nel 1960 a Bologna a L'Ex Libris Europeo Contemporaneo e a Riva del Garda alla Mostra dell'Incisione Trentina dal XVI secolo ad oggi.
Nel 1961 partecipa alla Prima Mostra Nazionale degli Ex Libristi d'Italia e Mostra Internazionale dell'Ex Libris Contemporaneo ad Arezzo, a Perugia e alla Prima Mostra d'Incisione Triveneta a Verona. Nel 1963 espone a Padova e a Cagliari al L'Incisione Artistica Italiana d'oggi. È invitato dall'International Graphic Arts di New York. Espone al Terzo Salone dell'Associazione Incisori d'Italia a Torino, alla Prima Biennale dell'Incisione Contemporanea in Italia a Taranto e nel 1964 alla Prima Mostra Mercato Internazionale di Incisioni a Pratovecchio (Arezzo). Nel 1965 partecipa alla Seconda Biennale dell'Incisione Contemporanea in Italia a Taranto, nel 1966 al Quarto Salone dell'Associazione Incisori d'Italia a Ravenna, a Forlì e alla Rassegna dei migliori Ex Libristi di 20 Paesi a Piombino. Nel 1968 espone alla Mostra dell'Ex Libris Italiano Contemporaneo a Roma e nel 1971 a Trento al L'incisione Trentina dalle Origini ai Nostri Giorni, gli viene assegnata la medaglia d'oro.
Muore a Trento il 29 luglio 1971.